# Солер, Хуан
Хуан Солер Вальс Кирога (исп. Juan Soler Valls Quiroga; род. 19 января 1966, Сан-Мигель-де-Тукуман, Аргентина) — аргентинский и мексиканский актёр, модель, бывший игрок в регби.

## Биография
Хуан Солер старший из четверых детей, родился в семье Хуана Валлсе и Кеки Кирога которые имели каталонские и галисийские корни. Будучи подростком, он играл в регби и стал частью аргентинской сборной. Почти шесть месяцев он провел на больничной койке, из за автомобильной аварии. В конце 80-х Хуан начинает карьеру модели которая соединила его с миром кино.
В 1994 году Хуан дебютировал в аргентинском сериале «Русская гора», после чего он решил переехать в Мексику. Там он снялся в небольшой роли «Акапулько, тело и душа» и «На одно лицо». Затем он присоединился к актерскому составу теленовелле «Ад в маленьком городке» с Вероникой Кастро и «Анхела» с Анхеликой Ривера где он играл в главной роли. В 1999 он снялся в перуанской теленовеллы «Мария Эмилия, любимая» вместе с Кораймой Торрес.
Хуан Солер владелец ресторана в Мексике El Che Loco.

## Личная жизнь
Хуан Солер женился на актрисе «Маки» Магдалене Могилевски 20 декабря 2003 в Акапулько. У них родились две дочери Асуль и Миа.
У него также есть дочь Валентина от предыдущих отношениях, которая живёт в Аргентине.